# Andrea D'Odorico
Andrea D'Odorico Agosto (Udine, 1942 - Sevilla, 4 de desembre de 2014) va ser un productor teatral, arquitecte i escenògraf italià.

## Biografia
Es va establir a Espanya, on ha estat una de les personalitats més destacades del teatre al país. Com a escenògraf o dissenyador de vestuari va col·laborar amb multitud d'artistes espanyols, tant en el teatre com en el cinema. Gran col·laborador de Miguel Narros, amb qui va mantenir una estreta relació artística, com a productor teatral va tenir durant molts anys una important activitat creadora de gran qualitat i risc.

## Productor de teatre
Des de 1972, les produccions d'Andrea D'Odorico han donat continuïtat a la col·laboració artística empresa amb el director de teatre Miguel Narros i articulant-se a nivell creatiu, sobre la direcció d'aquest i sobre l'escenografia i el disseny de producció d'Andrea D'Odorico al Teatro Estable Castellano.
El 1993, D'Odorico va abordar la creació d'una empresa dedicada en exclusivitat a la producció teatral, tenint en el seu haver fins a 2008, la quantitat de 15 muntatges, tots dirigits per Miguel Narros. En 2008, Andrea D'Odorico va emprendre una nova etapa de producció amb l'obra Tantas voces, de Luigi Pirandello, dirigit per Natalia Menéndez.
Li van seguir muntatges com
- Paseo romántico, de Juan Carlos Plaza-Asperilla i direcció de Laila Ripoll (temporada 2010-2011).
- La lectura dramatitzada de La Ilíada, d'Homer, dirigida pel mateix Andrea D'Odorico;
- La escuela de la desobediencia, de Paco Bezerra i dirigida per Luis Luque (temporada 2011-2012) i
- Yo, el heredero, d'Eduardo De Filippo i direcció de Francesco Saponaro (temporada 2011-2012).

## Produccions d'Andrea D'Odorico (2008-2014)
- La señorita Julia
- Tantas voces
- Un paseo romántico
- Yo, el heredero
- La escuela de la desobediencia
- Paradero desconocido.[5]
- Así es, si así fue.

## Honors
- 26 de febrer de 2010: li va ser atorgada la Medalla d'Or al Mèrit en les Belles Arts pel Consell de Ministres d'Espanya.
- va obtenir diversos premis Max i un Goya al millor disseny de vestuari el 1993 per Tirano Banderas.[6]
- 2014: va guanyar un premi Ceres a la «millor trajectòria empresarial